# 施皮尔贝格
施皮尔贝格是奥地利施泰尔马克州穆尔河谷县的一个市镇。总面积22.24平方公里，总人口5060人，人口密度227.5人/平方公里（2005年）。
2015年，弗拉查赫在施泰尔马克州市镇结构改革中并入施皮尔贝格。